# Берри (острова)
Острова Берри (англ. Berry Islands) — цепь островов, относящихся к Багамским Островам.
Острова считаются раем для рыбаков, яхтсменов и дайверов.

## География

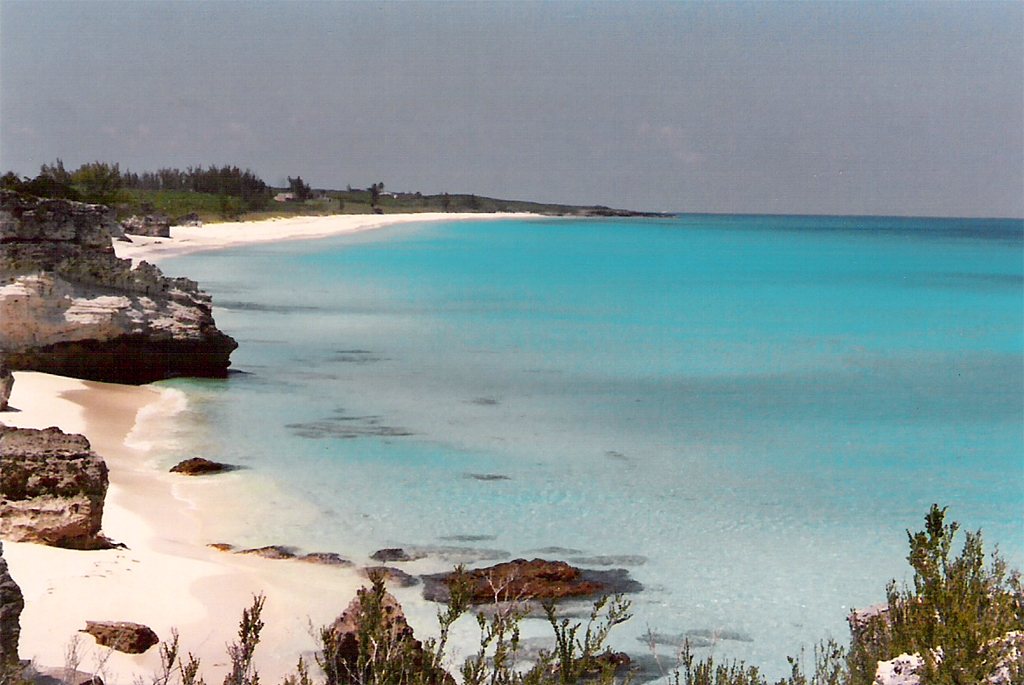
Один из трёх пляжей на островах

Охватывают площадь около 31 км². Архипелаг состоит из более 30 островов и 100 атоллов. Самый большой остров из островов Берри — Греат-Харбор-Ки (англ. Great Harbour Cay).

## История
Сначала острова Берри населяли тумороки[неизвестный термин] и либаянские индейцы[неизвестный термин] , которые вымерли в XVI веке. До XVII века острова были необитаемы. Временами пираты использовали их как укрытие.

## Население
На острове Греат-Харбор-Ки находится и самое большое поселение островов, Баллокс-Харбор (англ. Bullock´s Harbour). Здесь проживает около 300 жителей.

## Административное деление

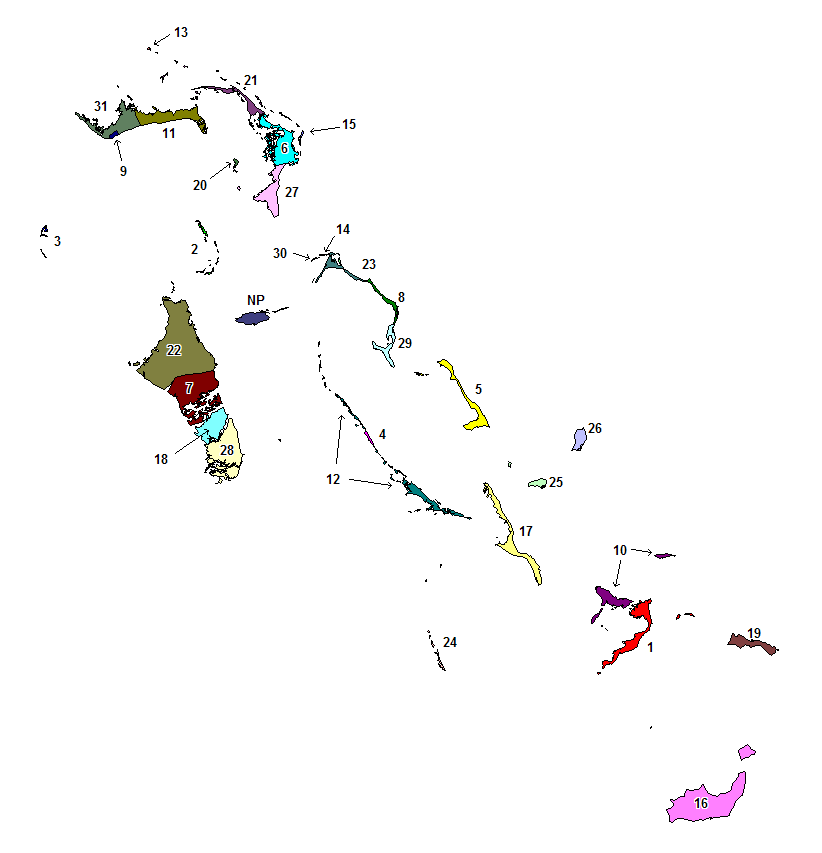
Карта районов Багамских островов

Острова Берри — один из 32 районов Багамских островов. На карте он обозначен номером 2. Административный центр Района — населенный пункт Баллокс Харбор (англ. Bullock´s Harbour). Площадь района — 31 км². Население — 798 человек (2010).

### Острова
- Грейт-Стиррап-Кэй[англ.]
- Литл-Стиррап-Кэй